# Vytautas Kaupas
Vytautas Kaupas, nacido el 1 de abril de 1982 en Vilnius, es un ciclista lituano ya retirado.

## Palmarés
2003
- Campeonato de Lituania en Ruta

2004
- 1 etapa del Tour de Bulgaria
- 2.º en el Campeonato de Lituania Contrarreloj

2005
- 3.º en el Campeonato de Lituania en Ruta

2006
- Antwerpse Havenpijl

2007
- Gran Premio de Beuvry-la-Forêt

2010
- Campeonato de Lituania en Ruta
- Gran Premio de la Ville de Nogent-sur-Oise